# ジャック・ドリル

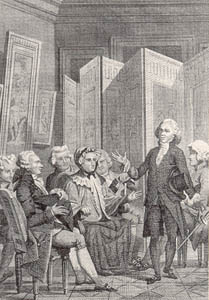
ジョフラン夫人のサロンで、『La Conversation』を朗唱するドリル。

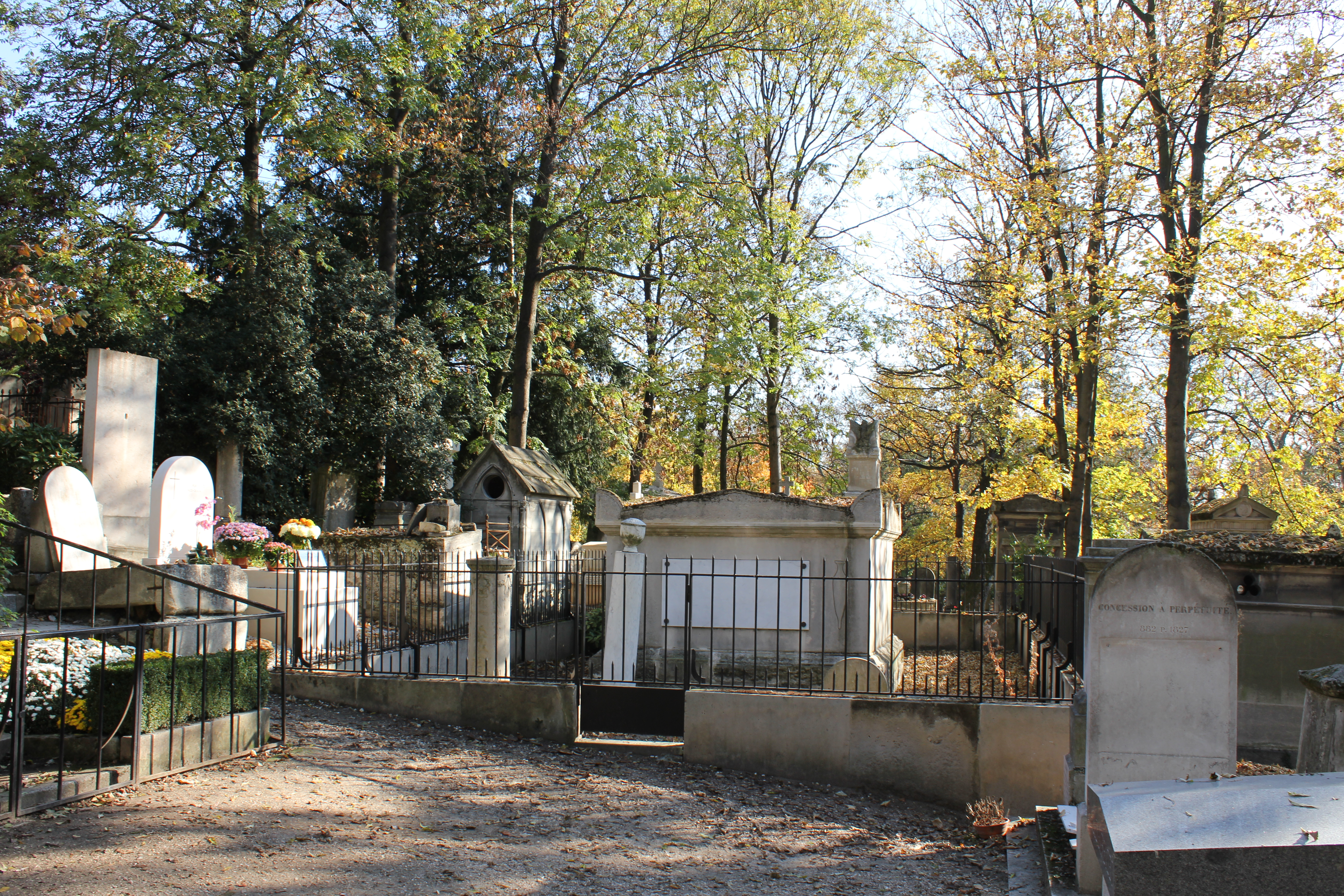
ペール・ラシェーズ墓地にあるドリルの墓。

ジャック・ドリル（Jacques Delille、フランス語: [dəlil]、1738年6月22日 - 1813年5月1日）は、フランスの詩人、フリーメイソン、翻訳家。オーヴェルニュのエグペルスに生まれ、パリで死去した。クレルモン＝フェラン生まれとされることもある。

## 経歴
ドリルは、庶子として生まれたが、母方から宰相ミシェル・ド・ロピタルの血統を受け継いでいた。10歳のときにパリへ移り、高名な寄宿学校であるコレージュ・ド・リジューに学び、小学校の教師となった。その後、その書簡 (epistle) 形式の作品で徐々に詩人としての評判を上げたが、そうした作品の中では、ありふれた物が、普通の名で呼ばれず、凝った言い回しにパラフレーズされて暗示されている。例えば、「砂糖」は「アメリカの蜜、それはアフリカ人が絞る蘆のしずく (le miel américain, Que du suc des roseaux exprima l'Africain)」といった具合である。
1769年に、ウェルギリウスの『農耕詩』の翻訳を発表したことで、ドリルは有名になった。これは、19歳だった1757年ころから長く取り組まれ、ようやく完成した「自由な翻訳」であったが、大きな評判を呼んだ。ヴォルテールはドリルを、アカデミー・フランセーズの次の空席を埋める候補者に推した。ドリルはすぐに会員に選出されたが、国王ルイ15世が、ドリルは若すぎると反対したため、1774年まで実際に会員となることはできなかった。1782年の『庭、あるいは風景をかざる術 (Jardins, ou l'art d'embellir les paysages}』は、ドリルが自作の詩においても優れた詩人であることを示した。1786年、ドリルは、当時駐トルコ・フランス大使だったマリー＝ガブリエル＝フローラン＝オーギュスト・ド・ショワズール＝グッフィエの列車に便乗して「コンスタンティノープル」（イスタンブール）へ旅行をした。
ドリルは、1778年からコレージュ・ド・フランスのラテン語詩学教授となり、さらにサン＝セヴラン (Saint-Sévrin) の修道院長にもなったが、やがてフランス革命が始まり、貧窮するに至った。ドリルは、革命の大義を支持すると表明して保身を図ったが、結局はパリを離れてサン＝ディエ＝デ＝ヴォージュに隠棲し、ウェルギリウスの『アエネーイス』の翻訳を完成させた。
やがてフランスを出てスイスへ逃れたドリルは、まずバーゼルに、次いで Glairesse に移り住んだ。ここで『野に生きる人、あるいはフランスの農耕詩 (L’Homme des champs, ou les Géorgiques françaises)』や『自然の三つの界 (Les Trois règnes de la nature)』の詩作が完成している。その後、ドリルはドイツで亡命生活を送って『憐憫 (La Pitié)』を書き、さらにロンドンにも滞在してジョン・ミルトンの『失楽園』の翻訳に取り組んだ。ようやく1802年にパリへ帰還できたドリルは、既に視覚を失いかけていたにもかかわらず、再び教授職とアカデミー・フランセーズの席に復帰したが、もはや引退生活を送るのみであった。幸いなことにドリルは、得意の領域とした描写的な詩の流行が廃れるより前に死去した。

## おもな作品
ドリルは、散文はほとんど残していない。『農耕詩』の翻訳の序文は、優れたエッセーであり、翻訳の技術や困難についての数多くの優れたヒントが盛り込まれている。ドリルは、『世界伝記集 (Biographie universelle)』の「ジャン・ド・ラ・ブリュイエール」の項目を執筆した。
以下は詩作を挙げたリストである。
- Les Géorgiques de Virgile, traduites en vers français (Paris, 1769, 1782, 1785, 1809)
- Les Jardins, en quatre chants (1780; new edition, Paris, 1801)
- L'Homme des champs, ou les Géorgiques françaises (Strasbourg, 1802)
- Poésies fugitives (1802)
- Dithyrambe sur l'immortalité de l'âme, suivi du passage du Saint Gothard, pome traduit de l'anglais de Madame la duchesse de Devonshire (1802)
- La Pitié, poeme en quatre chants (Paris, 1802)
- L'Énéide de Virgile, traduite en vers français (4 vols., 1804)
- Le Paradis perdu (3 vols., 1804)
- L'Imagination, poème en huit chants (2 vols., 1806)
- Les trois règnes de la nature (2 vols., 1808)
- La Conversation (1812).

1801年に『様々な詩 (Poésies diverses)』と題された詩集が出版されたが、これはドリルが承認しないものであった。
1824年には、全16巻の『作品集 (Œuvres)』が刊行された（シャルル＝オーギュスタン・サント＝ブーヴの『Portraits littéraires』第2巻を参照）。

## 後年の評価
ドリルは、啓蒙思想の時代を生きた詩人であった。この時代の詩作はその後の文学史研究の上で永らくあまり顧みらなかったが、1974年にエドゥアール・ギトン (Édouard Guitton) が『Jacques Delille (1738−1813) et le poème de la nature en France de 1750 à 1820』を刊行して以降は、初期のロマン主義に連なるものとして、ドリルをはじめとしてこの時代の詩人たちの再評価が進んだ。